# 宗長
宗長（そうちょう、文安5年（1448年） - 天文元年3月6日（1532年4月11日））は、室町時代後期の連歌師である。号は柴屋軒。

## 生涯
文安5年（1448年）、駿河国島田郷（東海道島田宿）（現・静岡県島田市）で生まれた。「宗長居士伝」（寛文8年）は、宗長の父を「鍛冶義助」とするが、島田の刀工に宗長（）がおり、混同した可能性を指摘する説がある。宗長自身は、「予、つたなき下職のものゝ子」と語っている（宇津山記）。
幼少時より今川義忠に出仕していた。
寛正6年（1465年）、18歳のとき、駿府近郊にある建穂寺（羽鳥郷）に入り、得度して「弘済」と号した。翌文正元年（1466年）義忠を訪ねて駿河に下った宗祇と面識を持つ。その後、応仁の乱が発生すると義忠に従って上洛した。その後も駿河にて義忠に仕えているが、義忠が戦死すると今川氏に内紛が発生したのを機に駿河を去り上洛した。宗祇に師事して連歌を学び、水無瀬三吟百韻（長享2年（1488年））、湯山三吟百韻（延徳3年（1491年））などの席に列する。大徳寺の一休宗純に参禅、大徳寺真珠庵の傍らに住み、宗純没後は神奈備に近い山城国薪村（現在の京都府京田辺市）の酬恩庵に住んで宗純の菩提を弔った。
明応5年（1496年）、駿河に戻って今川氏親に仕える。文亀元年（1501年）、宗祇が越後国にいると知り、同地に赴く。東国の旅に同行するが、翌2年（1502年）、宗祇は箱根湯本で倒れ、その最期を看取った。宗祇没後は連歌界の指導者となる。しかし、宗祇の草庵である種玉庵は宗碩に譲って、彼自身は駿河に留まった（鶴崎裕雄は、宗長が京都に移らなかった理由として、京都の戦乱や故郷の駿河で領主の氏親の庇護を受けられたこと、何よりも宗祇が世間から重んじられたもう1つの理由である古今伝授には関心が低く、十分にその伝授を受けなかったからと考察している）。また有力な武将や公家との交際も広く、三条西実隆や細川高国、大内義興、上杉房能とも交流を持ち、今川氏の外交顧問であったとも言われている。永正元年（1504年）、斎藤安元の援助により駿河国丸子の郷泉谷に柴屋軒（現在の吐月峰柴屋寺）を結び、京との間を往還して大徳寺の山門造営にも関与した。
永正6年（1509年）には白河の関を見ようと下野国に立ち寄った際に下野宇都宮氏家臣・壬生綱重によって鹿沼の館に招かれた。そこで連歌会を開いたという。綱重と宗長は同年齢であり、親しみを込めて「六十あまりおなじふたつの行末は君が為にぞ身をもをしまむ」と歌を詠んだ。
同年7月、下総国小弓城の原胤隆を訪ねた。
一方、今川氏親の側近として、斯波氏や武田氏、上杉氏との戦いにも近侍して、特に武蔵野合戦の記述は後世編纂の『今川家譜』にも引用されている。また、足利義稙が将軍に復帰して細川高国・大内義興の政権が成立した直後の永正5年（1508年）6月に宗長が上洛し、翌月に氏親が遠江守護に任じられているため、宗長が幕府への工作に関与していた可能性が高い。永正14年（1517年）の今川氏と武田氏の講和にも深く関わった。
しかし、大永6年（1526年）2月に大徳寺山門の落成を見ることを口実に駿河を去って上洛し、宗純ゆかりの地に終の住処を求める。ところが京都は細川高国政権の不安定化と共に戦乱が始まったため、1年で駿河への帰国を余儀なくされる。しかし、その間に駿河では今川氏親が病死し、駿府では氏親未亡人寿桂尼が実権を握り、太原雪斎が外交顧問として活動するなど状況は大きく変わってしまった（「宗長日記」において宗長と氏親の後継者である氏輝の交流を記したのは享禄3年（1530年）の七夕と九月十三夜の宴の記述のみである）。その中で柴屋軒に引退して、寂しい晩年を送ることになる。
「急がば回れ」を唱えた人とされる。
代表作として句集「那智篭（なちごもり）」、日記「宗長手記」、「宗長日記」があり、ほかに「東路の津登（あづまじのつと）」、「宇津山記」、「宗祇終焉記」がある。

## 著作刊行物
- 『水無瀬三吟百韻』宗祇, 肖柏, 宗長著 日本古典文学刊行会 1974
- 『宗長駿河日記 林家本』鵜沢覚編 古典文庫 1975
- 『宗長日記』島津忠夫校注 岩波文庫 1975
- 『老耳 宗長第三句集』重松裕巳編 古典文庫 1976
- 『那智籠 宗長第二句集』重松裕巳編 古典文庫 1977
- 『壁草 大阪天満宮文庫本』重松裕巳編 古典文庫 1979
- 『宗長作品集 日記・紀行』重松裕巳編 古典文庫 1983
- 『宗長秘歌抄』臨川書店 京都大学国語国文資料叢書 1983
- 『宗長作品集 連歌学書編』重松裕巳編 古典文庫 1990
- 『中世日記紀行文学全評釈集成 第7巻』「宗長日記」岸田依子 勉誠出版 2004

## 英訳
- Song in an Age of Discord : ’The Journal of Socho’ and Poetic Life in Late Medieval Japan  H. Mack Horton.Stanford University Press, c2002.
- The Journal of Socho translated and annotated by H. Mack Horton.Stanford University Press, c2002.